# Candyman (sång)
Candyman är en låt skriven av Christina Aguilera och Linda Perry, och inspelad av Christina Aguileras på hennes album "Back to Basics" från 2006. Den utkom på singel.

## Listplaceringar
| Lista (2007)        | Topplacering |
| ------------------- | ------------ |
| Australien          | 2            |
| Belgien (Flandern)  | 2            |
| Belgien (Vallonien) | 13           |
| Italien             | 8            |
| Nederländerna       | 13           |
| Nya Zeeland         | 2            |
| Schweiz             | 11           |
| Sverige             | 1            |
| Österrike           | 14           |

### Fotnoter
1. ↑  ”Candyman - Christina Aguilera - Pandora Internet Radio”. Pandora.com. http://www.pandora.com/music/song/christina+aguilera/candyman. Läst 23 april 2010.
2. ↑  ”Listplacering”. https://australian-charts.com/showitem.asp?interpret=Christina+Aguilera&titel=Candyman&cat=s. Läst 17 maj 2011.
3. ↑  ”Listplacering”. http://www.ultratop.be/nl/showitem.asp?interpret=Christina+Aguilera&titel=Candyman&cat=s. Läst 17 maj 2011.
4. ↑  ”Listplacering”. http://www.ultratop.be/fr/showitem.asp?interpret=Christina+Aguilera&titel=Candyman&cat=s. Läst 17 maj 2011.
5. ↑  ”Listplacering”. http://italiancharts.com/showitem.asp?interpret=Christina+Aguilera&titel=Candyman&cat=s. Läst 17 maj 2011.
6. ↑  ”Listplacering”. http://dutchcharts.nl/showitem.asp?interpret=Christina+Aguilera&titel=Candyman&cat=s. Läst 17 maj 2011.
7. ↑  ”Listplacering”. https://charts.nz/showitem.asp?interpret=Christina+Aguilera&titel=Candyman&cat=s. Läst 17 maj 2011.
8. ↑  ”Listplacering”. http://hitparade.ch/showitem.asp?interpret=Christina+Aguilera&titel=Candyman&cat=s. Läst 17 maj 2011.
9. ↑  ”Listplacering”. http://swedishcharts.com/showitem.asp?interpret=Christina+Aguilera&titel=Candyman&cat=s. Läst 17 maj 2011.
10. ↑  ”Listplacering”. http://austriancharts.at/showitem.asp?interpret=Christina+Aguilera&titel=Candyman&cat=s. Läst 17 maj 2011.